# Municipio de Banes
Municipio de Banes är en kommun i Kuba.   Den ligger i provinsen Provincia de Holguín, i den östra delen av landet, 700 km öster om huvudstaden Havanna. Antalet invånare är 81 274. Arean är 781 kvadratkilometer.
Terrängen i Municipio de Banes är platt åt sydost, men åt nordväst är den kuperad.